# Platja El Vivero
La Platja El Viveru, és al concejo de Ribadedeva, localitat de Pimiango, Astúries, Espanya, i és una platja  considerada paisatge protegit, des del punt de vista mediambiental (per la seua vegetació i en  part pel paisatge kàrstic). Per aquest motiu està integrada al Paisatge Protegit de la Costa Oriental d'Astúries, igual que els contraforts orientals de la serra de Cuera, molt a prop, i que confereixen al paisatge de la platja un atractiu més. És important esmentar la presència en la zona d'aus incloses al Catàleg d'Espècies Amenaçades, i a l'hivern abundan aus típiques de muntanya, que utilitzen sovint  els pega-segats llaniscos.
La costa del municipi de Ribadedeva s'estén al llarg de nou quilòmetres que en la seva majoria són penya-segats (com el Santiuste), i es despleguen entre la pròpia platja i la ria de Tina Major, en la desembocadura del riu Deva.

## Descripció
La platja El Viveru és una cala en forma de petxina, que presenta uns accés difícils, ja que o bé s'accedeix a ella en marea baixa des de la platja de La Franca (sent un recorregut no mancat d'inconvenients), o ben utilitzant una escarpada sendera que baixa des de Pimiango.
Al costat de les platges properes de: Platja Mendía (o Regolguero), El Oso, i La Franca, forma un conjunt de platges de gran interès turístic, malgrat que només la de La Franca té uns accessos adequats per al seu ús majoritari; ja que es troben envoltades de penya-segats. A més, al no comptar amb instal·lacions per a turistes, ni amb un accés fàcil, es mantenen en un estat de conservació mediambiental extraordinari, que els aporta major valor, cosa que fa que en casos com en el de la platja de El Viver els permeta ser considerades com a terreny verge.
El Viver, ocupa part de l'ancorada de Mendía (la qual es forma en marea baixa quan totes platges de Ribadedeva com La Franca, El Oso i El Viver, entre altres queden connectades així com apartades i inaccessibles cales) i té un accés una vegada passat els pedregales que s'inicien a la platja de Mendía.